# Ours noir du Japon
Ursus thibetanus japonicus · Ours-lune japonais
Sous-espèce
Statut de conservation UICN

VUBraconnage : Vulnérable
Synonymes
Selenarctos thibetanus japonicus
L’ours noir du Japon (Ursus thibetanus japonicus), ou l’ours-lune japonais ニホンツキノワグマ (Nihon tsuki-no-wa-kuma), est une sous-espèce de l'Ours noir d'Asie (Ursus thibetanus) qui vit sur deux des îles principales du Japon, Honshū et Shikoku. 

## Description

### Caractéristiques
À l’instar des autres sous espèces d’ours noirs d’Asie, l’ours noir du Japon se distingue par une silhouette où les épaules ne sont pas particulièrement proéminentes, tandis que le dos est plus élevé. Son pelage est généralement noir, bien que certains individus présentent une teinte brun-roux ou brun foncé. Une marque blanchâtre en forme de croissant ou de lettre « V » est souvent visible sur la poitrine, bien que certains ours en soient dépourvus. Cette caractéristique a inspiré l'ancien nom de genre selenarctos (« ours de la lune ») ainsi que son nom japonais.

### Dimensions
Cette espèce particulière d'ours est généralement plus petite, les mâles n'atteignant que 60 à 120 kg et les femelles ne pesant qu'environ 40 à 100 kg. La longueur de leur corps est d'environ 120 à 140 cm. Le plus grand spécimen enregistré a été capturé en 1967 dans la préfecture de Miyagi et pesait 220 kg. Plus récemment, en 2001, un spécimen mesurant 1.65m de long et pesant 200 kg a été signalé dans la préfecture de Yamagata.

### Évolution
L'ours noir du Japon a migré du continent asiatique vers l'archipel japonais au Pléistocène, où il semble s'être différencié en plusieurs groupes géographiquement restreints, il y a environ 100 000 à 500 000 ans. Cependant, selon une analyse de l'ADN mitochondrial, il a été suggéré que ces différences ne sont devenues génétiquement marquées qu'il y a environ 30 000 ans.
En raison de la typographie particulière du Japon constitué de montagnes et de vallées, les populations d’ours sont souvent très isolés géographiquement les uns des autres. Dans la préfecture d'Iwate, qui abrite une importante population d'ours noirs, celle-ci est divisée en deux groupes distincts : ceux des monts Ōu et ceux des monts Kitakami.

## Écologie

### Répartition et habitat
Les ours ne sont présents que sur deux îles japonaises : Honshu et Shikoku. Ils peuvent être trouvés dans la région de neige élevée du nord-est et la région de neige faible du sud-ouest ; cependant, ils ont été repérés aussi haut que la région alpine à plus de 3 000 m de haut. Ils ont tendance à vivre dans des zones où il y a une abondance d'herbe et d'arbres avec des baies pour soutenir leur alimentation.

### Alimentation
Ces ours sont généralement herbivores, mangeant principalement des graminées et des herbes au printemps. Pendant l'été, ils se tournent vers les baies et les noix pour se nourrir pendant leur hibernation. L'ours est capable d'obtenir les baies et les noix en grimpant aux arbres en utilisant ses griffes pour saisir la nourriture. Ces animaux peuvent être dans certains cas omnivores et manger d'autres animaux sauvages et du bétail en cas de besoin. Comme d'autres ours, le cannibalisme se produit, comme cela a été démontré lorsque des fragments d'os et des griffes d'un ourson ont été trouvés à l'intérieur de l'estomac d'un congénère mâle.

### Impact écologique
Les forêts comptent sur les ours comme excellente méthode pour que les plantes et les arbres répandent leurs graines. Les ours consommeront les graines et se déplaceront 40 % plus loin qu'une distance de 500 m de l'arbre mère. Ils ont le potentiel de répandre des graines sur de vastes zones, aidant la vie végétale à se répandre dans l'intégralité de cette zone plus facilement. En automne, les ours ont un taux de dispersion des graines plus élevé et, généralement, les mâles ont des zones de dispersion plus grandes que les femelles.

## L’ours noir du Japon et l’Homme

### Menaces
La population d’ours noirs serait d’environ d’une dizaine de miliers d’individus sur l’ensemble de l’archipel. L’île de Shikoku ne compterai seulement plus qu’une trentaine d’individus et la dernière observation confirmée d'un ours sur l'île de Kyushu remonte à 1987. Estimant que le plantigrade se serait éteint sur l'île avant le XXIe siècle. L’influence de l'Homme eut un impact profondément délétère sur l’ours noir au Japon au cours des derniers siècles, notamment du fait de la destruction de son habitat, au profit d’une population humaine croissante, ainsi que d’une chasse intensive pour sa peau et sa viande, où leurs membres et leurs organes peuvent être vendus sur le marché noir à un prix élevé. Pour ces raisons a été reconnu que l'ours noir du Japon court un risque élevé de danger d'extinction. Cette population insulaire aura probablement disparu d'ici la fin du XXIe siècle au rythme où elle décline actuellement.

### Interactions avec l’Homme
En raison à la fois de l'expansion de la distribution des ours et de l'empiétement humain sur leur habitat, les contacts entre les ours et les humains ont augmenté. En plus des dommages causés à la population d'ours par la destruction de leur habitat, ces interactions augmentent le risque d'exposition humaine aux maladies zoonotiques, telles que les infections filariales (Filariose), la babésiose et la trichinellose.
L'apparition d'ours noirs autour des zones résidentielles, qu'elles soient suburbaines ou rurales, est associée à l'échec de la production de graines de glands durs provenant du hêtre du Japon ou du chêne mizunara. En cas de pénurie alimentaire, les ours élargissent leur aire initiales de recherche de nourriture. Les vergers de kakis ou de châtaigniers encore sur pied peuvent attirer les ours vers les zones habitées.

## Galerie

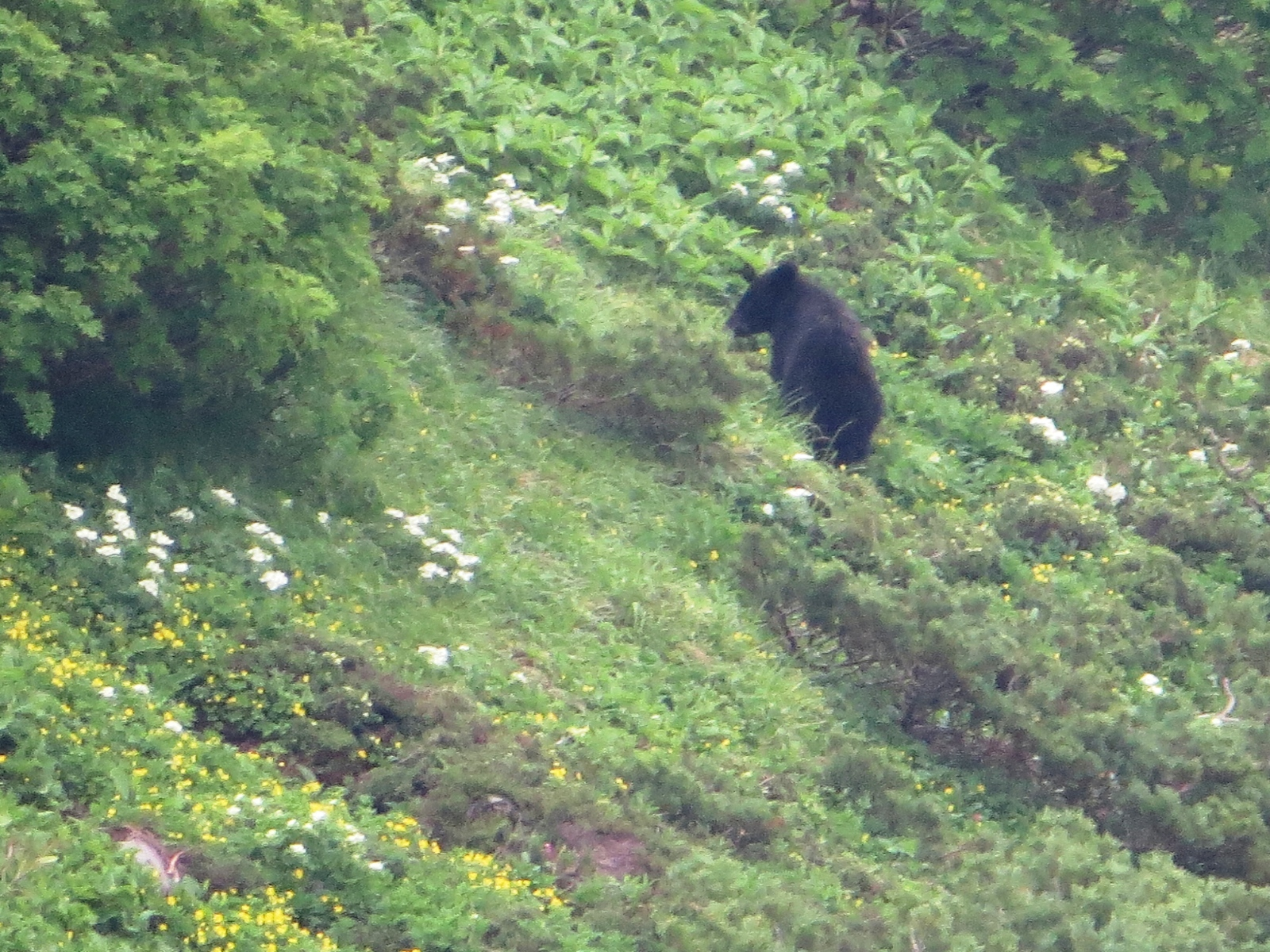
Ours mangeant des plantes dans la région du mont Norikura.
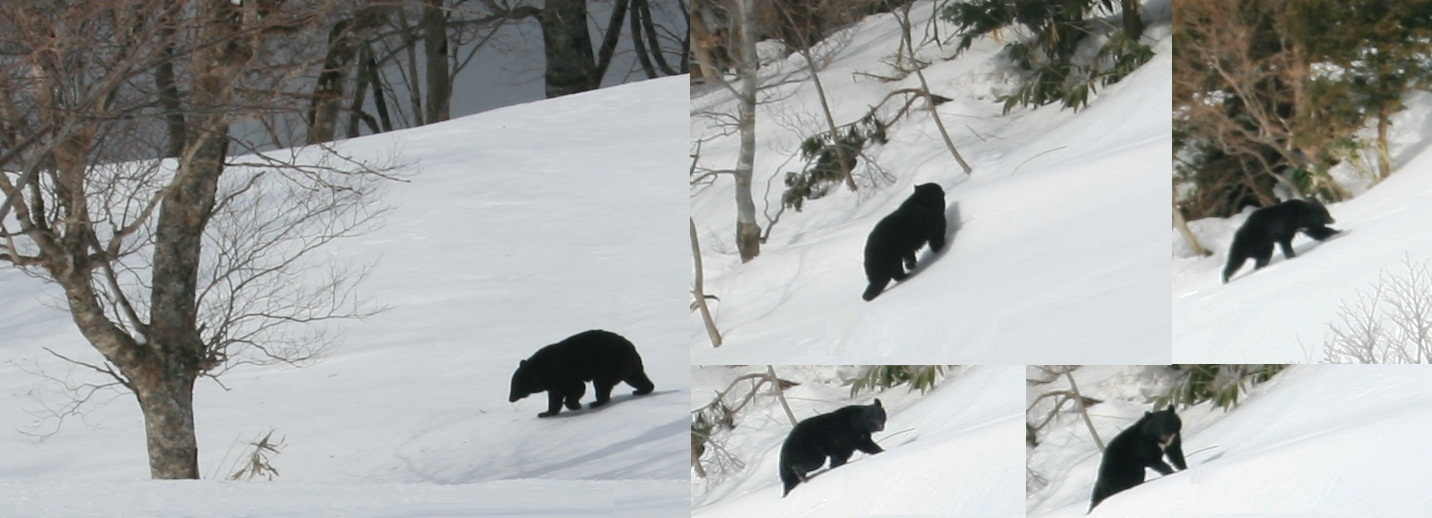
Ours noir dans la région du mont Kurai.
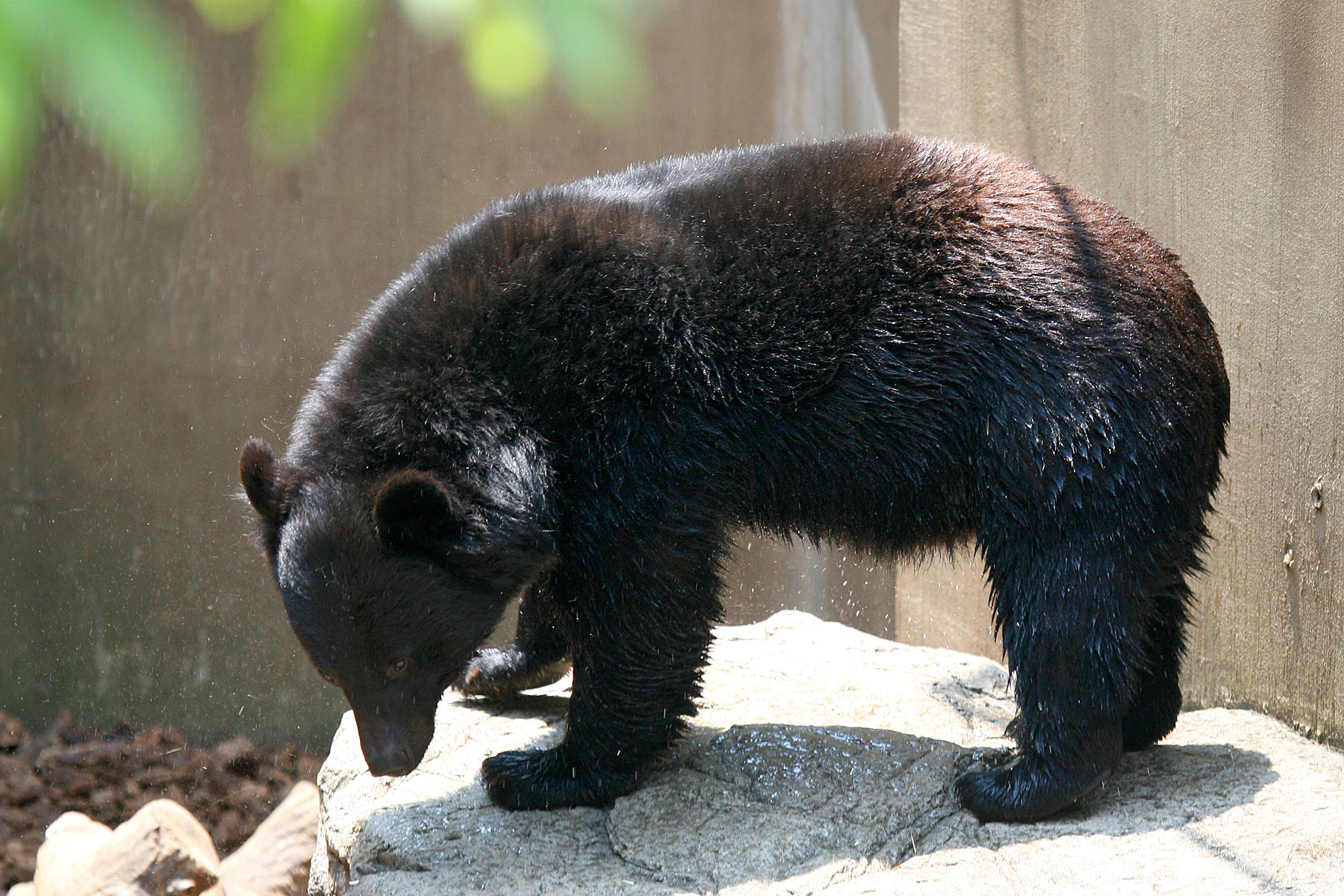
Ours dégageant l'eau de sa fourrure.